# یوهان هافستاین
یوهان هافستاین (انگلیسی: Jóhann Hafstein؛ ۱۹ سپتامبر ۱۹۱۵ – ۱۵ مهٔ ۱۹۸۰) یک سیاست‌مدار اهل ایسلند بود.